# Lorraine-Dietrich 30 CV
Lorraine-Dietrich 30 CV ist die Bezeichnung für mehrere Pkw-Modelle von Lorraine-Dietrich in Frankreich. CV ist ein Hinweis auf Cheval fiscal, der damaligen steuerlichen Einstufung in Frankreich.

## Die Modelle im Einzelnen
- Lorraine-Dietrich D 2.6 von 1920 bis 1926
- Lorraine-Dietrich Type GM von 1909 bis 1910